# C'était son homme (film, 1938)
Pour les articles homonymes, voir C'était son homme (film, 1934) et C'était son homme (film, 1937).
C'était son homme (titre original : We're Going to Be Rich) est un film britannique réalisé par Monty Banks, sorti en 1938.

## Fiche technique
- Titre original : We're Going to Be Rich
- Titre français : C'était son homme
- Réalisation : Monty Banks
- Scénario : James Edward Grant, Sam Hellman, Rohama Siegel
- Producteur : Samuel G. Engel
- Musique : Charles Maxwell
- Directeur de la photographie : Mutz Greenbaum
- Direction artistique :
- Costumes : Joe Strassner
- Ingénieur du son : John W. Mitchell
- Durée : 78 minutes
- Pays : Royaume-Uni
- Langue : Anglais
- Couleur : Noir et Blanc
- Format : 1,37 : 1
- Son : Mono
- Date de sortie : 
  -  États-Unis : 3 juillet 1938

## Distribution
- Gracie Fields : Kit Dobson
- Victor McLaglen : Dobbie
- Brian Donlevy : Yankee Gordon
- Coral Browne : Pearl
- Ted Smith : Tim
- Gus McNaughton : Broderick
- Charles Carson : Keeler
- Syd Crossley : Jake
- Hal Gordon : Charlie
- Robert Nainby : Juge
- Charles Harrison : Rat Face
- Tom Payne : Kinch
- Don McCorkindale : Killer
- Joe Mott : Manager
- Alex Davies : Kimberley Kid